# Félix Villar
Félix Leonardo Villar Valdés actor chileno 

## Biografía
Félix debuta en 2012 en la serie de 4 capítulos Amar y morir en Chile de Alex Bowen, interpretando al detective Zúñiga. Al año siguiente hace su debut en telenovelas, cuando es parte de El regreso emitida por TVN, en la que interpreta a Wa Chong, un asaltante que vive momentos turbios que podrían costarle la libertad. También tuvo pequeñas participaciones en Socias y  El amor lo manejo yo como bolo. 
A fines de ese año se integra a Mega realizando dos participaciones secundarias. Una es en Pituca sin lucas, donde interpreta a Patricio, un pretendiente del personaje de Gladys (Fernanda Ramírez). Él labora en un hospital como payaso para alegrar la vida de unos pequeños enfermos.
En 2015 se emite la telenovela Eres mi tesoro, en la que interpreta a El Flash, vendedor de una sandwicheria de barrio que se vincula afectivamente con "Susy" Dayana Amigo. Pero a este amor se integra un tercero, su jefe y la persona de quien ella ha estado enamorado profundamente desde que se conocieron.
Durante 2017, Félix asume un rol más importante en teleseries cuando es parte de la telenovela Perdona nuestros pecados, donde interpreta a Renzo Moreno, fiel lamebotas y empleado de Armando Quiroga (Álvaro Rudolphy), que está dispuesto a todo por conseguir un anhelado ascenso, el cual comenzaría a peligrar, una vez que se enamore de la hija de su jefe. A esto se le suma su obsesión por una de sus compañeras de trabajo, la cual le podría costar todas sus posesiones y hasta su empleo. Ese mismo año, Félix participa en la exitosa serie de 16 capítulos Una historia necesaria interpretando en el capítulo 1 a Alfredo García. Este capítulo ganó por primera vez el premio a mejor cortometraje de ficción en e XIV festival de Cine y Derechos Humanos en Barcelona, además de ganar el premio Emmy a la mejor serie corta.
El 2018 participa en la miniserie La vida simplemente interpretando a Alamiro.

## Filmografía
| Año  | Título                    | Papel         |
| ---- | ------------------------- | ------------- |
| 2013 | Barrio universitario      | Estudiante    |
| 2015 | La visita                 | Leonardo      |
| 2022 | Punto de encuentro        | Roberto Baeza |
| 2023 | La contadora de películas | Trabajador 2  |

## Televisión
| Año       | Título                   | Papel            |                         | Canal |
| --------- | ------------------------ | ---------------- | ----------------------- | ----- |
| 2013      | Socias                   | Guardia hotel    | 1 episodio              | TVN   |
| 2013      | El regreso               | Lientur Matamala | Elenco principal        | TVN   |
| 2014      | El amor lo manejo yo     | Delincuente      | 1 episodio              | TVN   |
| 2014      | Pituca sin lucas         | Patricio Lucas   | ¿? episodios            | Mega  |
| 2015      | Eres mi tesoro           | El Flash         | Elenco principal        | Mega  |
| 2017-2018 | Perdona nuestros pecados | Renzo Moreno     | T1-T2. Elenco principal | Mega  |
| 2022      | Hasta encontrarte        | Diego Mardones   | ¿? episodios            | Mega  |
| 2023-2024 | Juego de ilusiones       | Emmanuel Jiménez | T1-T2. Elenco principal | Mega  |

#### Series y unitarios
- Estudiante en Los 80 (2011) - Canal 13
- Detective Zúñiga, serie Amar y morir en Chile (2012) - Chilevisión
- Alfredo García en Una historia necesaria (cap.1) (2017) - 13Cable
- Arnaldo en La vida simplemente (2019) - La Red
- Soldado en Héroes invisibles (2019) - Chilevisión
- Cronista en La jauría (2020) - Prime Video